# Marilena Rotaru
Marilena Rotaru (n. 26 august 1947) este  autoare de filme documentare, realizatoare de programe de televiziune și spectacole, scriitoare.   

## Biografie
S-a născut la București. A urmat cursurile Liceului ”I.L.Caragiale”, apoi Facultatea de Limba și Literatura română din cadrul Universității București. La terminarea facultății a fost angajată în redacția culturală a TVR, unde a parcurs toate treptele ierarhice de la reporter, redactor și realizator.   

## Activitatea în televiziune
- 1979 – primul interviu cu Celibidache (difuzat în februarie 1990)
- 1984 – ”Eternă bucurie-i frumusețea”, documentar consacrat pictoriței Margareta Sterian (difuzat după 1989)
- 1987 – Centenarul Cella Delavrancea pe scena de concerte a RTV la 9 decembrie
- 1988 – Cella Delavrancea la 101 ani – spectacol pe scena de concerte a RTV.
- Între 1991 și 2016 realizează Serialul de televiziune: Memoria exilului românesc.
- 150 de episoade consacrate personalităților de origine română exilate în timpul regimului comunist:Sergiu Celibidache, Vintilă Horia, Monica Lovinescu și Virgil Ierunca, Alexandru Ciorănescu, Emil Cioran, Camilian Demetrescu, Radu Aldulescu, Pan Vizirescu, Paul Goma, Părintele Viorel Mehedințu,  Sergiu Grossu, Marele Rabin Alexandru Șafran, “Europa Liberă”, Mircea Carp, Tezaurul României la Moscova, Soprana Nelly Miricioiu, Vladimir Cosma, Ion Sigismund Ipser, Dan Cioca, Vlaicu Ionescu, Theodor Cazaban, Dinu Ianculescu, Friedrich von Bomches, Lavinia Jemna , Călin Manoilescu, George Tzipoia ș.a.
- Între 1990 și 2014 este autoarea a 52 de spectacole și evenimente publice și a 68 de interviuri,  documentare și emisiuni (”Ora Regelui”) dedicate Monarhiei, Regelui Mihai și Familiei Regale Române, multe dintre ele realizate în perioada 1990-1997, când subiectul era sub embargo absolut.
- După 1989 desfășoară și o activitate publicistică, în „România Liberă”, „Cotidianul”, la posturile de radio „Europa Liberă” și Deutsche Welle”, unde se exprimă, ca și în emisiunile realizate, pentru valorile democrației și, mai ales, pentru libertatea de opinie. În octombrie 1991, ca urmare a apariției în „Cotidianul” a articolului „Libertatea de a fi mințit” (în care ataca cenzura din singura televiziune de atunci) este concediată. Revine în TVR după câștigarea procesului.

## Publicații
- “La Est de Firenze”, roman, interzis de cenzură  în 1985, apărut la Cartea Românească în 1995.
- “Întoarcerea lui Vintilă Horia”,IDEEA, 2002, Ediție revăzută  Vremea, 2016.
- ”Ion Sigismund Ipser ”(Memoria, 2010)
- Cuvântul Regelui, DVD, Curtea Veche, noiembrie 2014.
- ”Cinci nemți români”, Vremea, 2019

## Premii și distincții
- În 1979 și 1984 a primit premiul Asociației Cineaștilor din România pentru două documentare consacrate picturii: „Creatorul și epoca sa: Margareta Sterian” și „Eternă bucurie-i frumusețea”.

.  4 premii ale Asociației Profesioniștilor de Televiziune pentru:
- ”Întoarcerea lui Vintilă Horia” (2000), Sergiu Celibidache (2003), Mihai I Regele Românilor (2013), Jubiliara 25 pentru întregul serial ”Memoria exilului românesc.”
- Premiul de excelență al Asociației autorilor și realizatorilor de film pentru întreaga activitate. (2017)
- Premiul de excelență al Uniunii Cineaștilor din România, pentru deosebita contribuție adusă recuperării memoriei naționale prin filmul de televiziune. (2018)
- 2003 – Premiul de excelență al Consiliului Național al Audiovizualului pentru întreaga activitate.
- 2021 – Diplomă pentru neuitare a Fundației Culturale ”Memoria”
- 2008 – Decorată de M.S. Regele Mihai cu ”Medalia  Regele Mihai pentru loialitate”
- 2012 – Decorată de M.S.Regele Mihai cu ”Crucea Casei Regale”

În 1985 i se topesc, în tipografia din Oradea, șpalturile romanului „La Est de Firenze”, roman în care exprima cenzura din Televiziunea Română, și din întreaga viață a românilor de atunci. Romanul avea să apară în 1995 la Editura „Cartea Românească”